# Periscelis heegeri
Periscelis heegeri är en tvåvingeart som först beskrevs av Oswald Duda 1934.  Periscelis heegeri ingår i släktet Periscelis och familjen savflugor.
Artens utbredningsområde är Österrike. Inga underarter finns listade i Catalogue of Life.